# Scolymia vitiensis
Espèce
Statut CITES

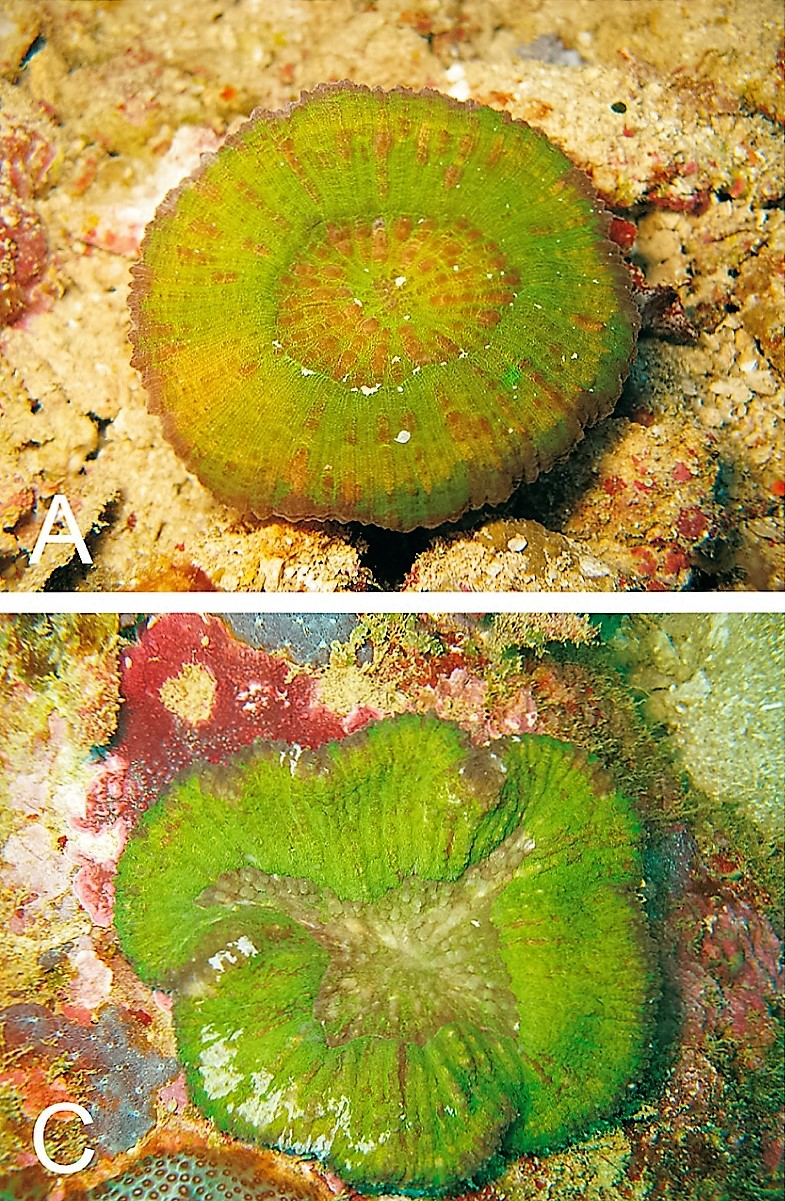
Parascolymia vitiensis

Scolymia vitiensis est une espèce de coraux appartenant à la famille des Mussidae. Selon WoRMS, cette espèce n'est pas valide et correspond à Parascolymia vitiensis Brüggemann, 1877.